# وسام الرافدين
وسام الرافدين هو أرفع وسام منح في المملكة العراقية لأفراد الجيش العراقي والشعب يكون الوسام على نوعين عسكري ومدني ويكون هذا الوسام بخمس درجات.

## الممنوح لهم من العراقيين
1. الفريق الأول الركن إبراهيم عبد الستار محمد الدهان.
2. الفريق أول الركن عبد الجبار شنشل.
3. القاضي اليهودي داود سمرة.
4. العميد الطيار الركن محمد مظلوم الدليمي.
5. الدكتور ثامر خزعل العامري.
6. الفنان محمد القبانجي.
7. الدكتور متي عقراوي.
8. الأستاذ زكي مبارك.
9. الشيخ رايح العطية.
10. الدكتور هاكوب جوبانيان.
11. اللواء خليل جاسم
12. الفريق الركن كمال مصطفى عبد الله سلطان التكريتي
13. اللواء الطيار مجيد علي صالح المكرم
14. رئيس العراق السابق صدام حسين

## الممنوح لهم من غير العراقيين
1. كوكب الشرق أم كلثوم
2. الملك عبد العزيز آل سعود. (سحب منه بتاريخ 17 تشرين الأول 1990).
3. الملك حمد بن عيسى آل خليفة. (سحب منه بتاريخ 17 تشرين الأول 1990).
4. اللواء السوري فؤاد شهاب.
5. الشيخ جابر الأحمد الصباح. (سحب منه بتاريخ 17 تشرين الأول 1990).
6. رئيس مجلس الأعيان الأردني إبراهيم هاشم.
7. رئيس مجلس الأعيان الأردني سعيد المفتي.
8. الاستاذ زكي مبارك.
9. القارئ الشيخ عبد الفتاح الشعشاعي.
10. القارئ الشيخ أبو العينين شعيشع.

## الوصف
أ – يتألف وسام الرافدين في جميع درجاته وانواعه من معدن الفضة ذات عيار 800 مطلي بلون ذهبي ومن نجم مثمن ذي وجهين وبلون احمر في وسط وجهة الظاهر دائرة بيضاء مكتوب بالخط الكوفي على قسمها العلوي (الجمهورية العراقية) وعلى قسمها السفلي (حب الوطن من الإيمان) ويحيط بهذه الدائرة دائرة محيطها مسنن مخرم بأنصاف دوائر بعدد رؤوس النجم وتنتهي عند محيط الدائرة الأولى ولون محيط أنصاف الدوائر وأنصاف أقطارها أخضر والزخرفة التي بين أنصاف الدوائر بيضاء وفي داخل الدائرة الأولى دائرة أخرى زرقاء عليها (النسر العربي) وفي وجه الوسام الخلفي دائرة بيضاء مكتوب بالخط الكوفي على قسمها العلوي (الشعب) وعلى قسمها السفلي 1377 هـ وفي داخل هذه الدائرة دائرة أخرى ذهبية اللون مكتوب عليها بالخط الكوفي أيضًَا (الرافدان) ويربط هذا النجم في أعلاه بإكليل مسطح معلق بشريط أحمر متماوج بعرض 3.5 سم من ضمنه وفي طرفيه خطان أسودان بعرض 0.25 سم مع خط أسود بعرض 0.5 سم في وسطه.
ب – يميز الوسام العسكري عن المدني بوجود سيفين متقاطعين داخل الإكليل العسكري.

### وصف الدرجة الأولى
يتألف الوسام من الدرجة الأولى من: –
أ – رصيعة ذهبية مكونة من ثماني شعب مسطحة ومزخرفة يرتكز في وسطها الوسام خالياً من أوصاف وجهه الخلفي الموصوف في المادة الثانية وتعلق هذه الرصيعة على اسفل الصدر من الجهة اليسري بكلاب.
ب – وشاح من الحرير بلون الشريط وخطوطه الموصوفة في المادة الثانية وبعرض عشر سنتمترات معقود مؤخره على شكل وردة يعلق بها وسام بحجم وسام الدرجة الثانية ويمر الوشاح المذكور من الكتف الأيمن متوجهاً نحو الجنب الأيسر.

### وصف باقي الدرجات
اوصاف درجات الوسام الأخرى: –
أ – يعلق الوسام من الدرجة الثانية بشريطه الموصوف في المادة الثانية حول الرقبة بشكل ربطة طولها 25 سم.
ب – يعلق الوسام من الدرجة الثالثة والذي يكون اصغر حجماً من الدرجة الثانية بشريطه الموصوف بطول 4.5 سم على الجهة اليسرى من الصدر.
جـ – يعلق الوسام من الدرجة الرابعة بشريطه الموصوف بطول 4.5 سم على الجهة اليسرى من الصدر ويكون حجمه بحجم الوسام من الدرجة الثالثة ويتميز عنه بلون اكليله الفضي.
د – يعلق الوسام من الدرجة الخامسة بشريطه الموصوف وبطول 4.5 سم على الجهة اليسرى من الصدر وتتميز هذه الدرجة عن الدرجات الأخرى بمعدنها الفضي غير المطلي باللون الذهبي.